# Just in Singapore
 (octobre 2021).
La mise en forme du texte ne suit pas les recommandations de Wikipédia : il faut le « wikifier ».
Les points d'amélioration suivants sont les cas les plus fréquents. Le détail des points à revoir est peut-être précisé sur la page de discussion.
- Les titres sont pré-formatés par le logiciel. Ils ne sont ni en capitales, ni en gras.
- Le texte ne doit pas être écrit en capitales (les noms de famille non plus), ni en gras, ni en italique, ni en « petit »…
- Le gras n'est utilisé que pour surligner le titre de l'article dans l'introduction, une seule fois.
- L'italique est rarement utilisé : mots en langue étrangère, titres d'œuvres, noms de bateaux, etc.
- Les citations ne sont pas en italique mais en corps de texte normal. Elles sont entourées par des guillemets français : « et ».
- Les listes à puces sont à éviter, des paragraphes rédigés étant largement préférés. Les tableaux sont à réserver à la présentation de données structurées (résultats, etc.).
- Les appels de note de bas de page (petits chiffres en exposant, introduits par l'outil «  Source ») sont à placer entre la fin de phrase et le point final[comme ça].
- Les liens internes (vers d'autres articles de Wikipédia) sont à choisir avec parcimonie. Créez des liens vers des articles approfondissant le sujet. Les termes génériques sans rapport avec le sujet sont à éviter, ainsi que les répétitions de liens vers un même terme.
- Les liens externes sont à placer uniquement dans une section « Liens externes », à la fin de l'article. Ces liens sont à choisir avec parcimonie suivant les règles définies. Si un lien sert de source à l'article, son insertion dans le texte est à faire par les notes de bas de page.
- La présentation des références doit suivre les conventions bibliographiques. Il est recommandé d'utiliser les modèles {{Ouvrage}}, {{Chapitre}}, {{Article}}, {{Lien web}} et/ou {{Bibliographie}}. Le mode d'édition visuel peut mettre en forme automatiquement les références.
- Insérer une infobox (cadre d'informations à droite) n'est pas obligatoire pour parachever la mise en page.

Pour une aide détaillée, merci de consulter Aide:Wikification.
Si vous pensez que ces points ont été résolus, vous pouvez retirer ce bandeau et améliorer la mise en forme d'un autre article.
 (octobre 2021).
Just in Singapore (chinois simplifié : 一房半厅一水缸, littéralement « Une pièce, un demi-salon et un bassin d'eau ») est un drame comique moderne chinois singapourien qui a été diffusé sur la chaîne de télévision gratuite de Singapour, MediaCorp Channel 8. Il débuta le 25 février 2008 et se termina le 4 avril 2008. Cette série dramatique se compose de 30 épisodes et a été diffusée tous les soirs de la semaine à 21h00. La série a été rediffusée à 2 heures du matin le dimanche.

## Casting

### Casting principal
- Chen Liping : Nancy
- Huang Wenyong : Lin Bang (Francis)
- Fiona Xie : Lin Xiu Ming
- Kang Cheng Xi : Su Ding Yi
- Li Yinzhu : Zi Dong Sao ("Automatic Auntie")

### Seconds rôles
- Jimmy Nah (MC King) dans le rôle de San Wan (l'acteur est décédé pendant la période de tournage)
- Apple Hong en tant que Qian Qian
- Paige Chua dans le rôle de Lin Xiu Zhen
- Hong Huifang dans le rôle de Wang Jiao
- Adam Chen dans le rôle de Ma Zhi Gang
- Patricia Mok dans le rôle de Ma Li (Mary)
- Nelson Chia dans le rôle de Luo Ba (Robert)
- Liang Tian dans le rôle de Kopi Shu
- He Bing dans le rôle de Kopi Sao
- Ong Ai Leng dans le rôle de Shu Min
- Rayson Tan dans le rôle de Jian Hui
- Zhang Xin Quan dans le rôle de Peter
- Yan Bingliang dans le rôle d'Ah Pao
- Zhang Wei dans le rôle de M. Fang
- Hong Da Mu dans le rôle de Granny Ma
- Vivian Lai dans le rôle de Jin Yan

## Synopsis
L'histoire se déroule dans une cité HDB et tourne autour de ses occupants. Chaque jour, des scènes réconfortantes alternant larmes et rires se déroulent dans ces décors modestes. Les personnages incluent Lin Bang, un vieux chanteur, et sa famille; Robert et Mary, un couple marié qui n'est pas handicapé mais qui dépend totalement des fonds d'aide du gouvernement pour s'en sortir ; Ma Zhigang, un homme sans conscience qui a secrètement causé la mort de sa grand-mère afin qu'il puisse réclamer des fonds d'assurance ; 'Tante Auto' et 'San Wan qui sont avares; « Oncle Kopi » et « Tante Kopi » qui vivent toujours dans leur appartement en location même si leurs enfants se débrouillent très bien...
Oncle Kopi (Liang Tian) et tante Kopi (He Bing) ont une grande baignoire en céramique à la maison. Laissée par le père de l'oncle Kopi, elle a retenu l'eau des bains de plusieurs générations de leur famille. Lorsque leur plus jeune fille (Ong Ai Leng) souhaite confier à ses parents la garde de son jeune fils, elle craint que la baignoire ne soit un danger et demande donc à ses parents de s'en débarrasser. Le vieux couple ne veut pas y renoncer et décide de le mettre chez leur grand-mère voisine Ma (Hong Da Mu) pour le moment.
Le petit-fils de la grand-mère Ma, Ma Zhigang (Adam Chen), est un jeune homme paresseux qui refuse d'occuper un emploi convenable. Il a une dette énorme et décide donc de vendre la baignoire. Cependant, il se heurte à des usuriers alors qu'il est en train de le faire et la laisse donc derrière lui lors de sa fuite. Il est sauvé par Qianqian (Apple Hong), une épouse vietnamienne amenée à Singapour par San Wan (MC King). Zhigang, voyant à quel point elle est belle, escroque San Wan d'une grosse somme d'argent et incite Qianqian à s'enfuir avec lui.
La baignoire laissée par Zhigang est récupérée par Weijie, le fils aîné du couple paresseux Robert (Nelson Chia) et Mary (Patricia Mok). Par la suite, il se retrouve avec Auntie Auto (Li Yingzhu), puis dans la famille de Lin Bang (Huang Wenyong).
L'épouse de Lin Bang, Nancy (Chen Liping), dirige un sanctuaire. Ils ont deux filles. Leur fille aînée Xiuzhen (Paige Chua), étudiante à l'université, est jolie, intelligente et aime Su Dingyi (Kang Chengxi), un jeune homme beau et élégant issu d'une famille aisée. Mais Lin Bang est en fait son beau-père et donc son père biologique ne la reconnaît pas comme sa fille. Pour se rapprocher de lui, elle cache le fait qu'elle est issue d'une famille pauvre, afin qu'elle n'ait pas honte de ses parents.
Leur fille cadette Xiuming (Fiona Xie) n'est pas aussi intelligente que sa sœur aînée. Après avoir terminé ses niveaux 'N', elle exploite un stand dans un marché de nuit. Elle a grandi parmi les couches sociales inférieures et estime que même si les gens de cette classe ne sont pas riches et n'ont aucun statut social à proprement parler, ils peuvent gagner une vie honnête et se soutenir les uns les autres. Par conséquent, cela ne la dérange pas quand les gens découvrent qu'elle vit dans un appartement loué, a un père qui est chauffeur de taxi le jour et chanteur de getai la nuit et une mère qui se lève pour faire des choses louches au temple. La nature honnête et ouverte de Xiuming attire Dingyi et il commence à la courtiser. Cependant, ses tentatives se terminent souvent par un échec comique ou sont mal interprétées par Xiuming.
Le fils de l'oncle Kopi (Rayson Tan), un professeur, découvre qu'une vente aux enchères de céramiques chinoises par Sotheby's comprend une pièce particulière nommée « Nine Dragon Tub ». Il s'agit d'un précieux trésor du palais datant de l'année de Qing Kang et évalué à 5 000 000 $ US. Il se souvient soudain qu'il y a une baignoire comme celle-là dans leur maison et qu'il pourrait bien s'avérer être cette même baignoire ! Ainsi, il essaie secrètement d'en prendre possession pour lui-même. Malheureusement, la baignoire a circulé et on ignore où elle se trouve. Très rapidement, la nouvelle du « Nine Dragon Tub » se répand partout. Tout le monde essaie désespérément de localiser la baignoire...
Le « trésor » s'est en fait retrouvé avec Lin Bang qui l'utilise actuellement comme jacuzzi. Il se baigne tous les jours dans l'eau chaude de la baignoire pour soulager ses douleurs. Lorsque Nancy découvre la vraie valeur de cette baignoire, elle décide de la garder secrète et de la vendre discrètement. De cette façon, elle pourra sortir la famille de leur appartement loué et ils deviendront des gens riches. Son plan réussira-t-il ?

## Anecdotes
- L'un des membres de la distribution de ce drame, Jimmy Nah, également connu sous le nom de MC King, est décédé pendant la période de tournage de cette série dramatique. Ainsi, il n'a été filmé que 80% du temps d'écran de son rôle. Les 20% restants de son rôle ont été filmés par un remplaçant. Cependant, son visage a été modifié pour devenir l'acteur de remplacement. Puisqu'il est décédé pendant la période de tournage, c'était la dernière série télévisée / dramatique dans laquelle il était.
- La plupart des spectateurs ont estimé que Li Yin Zhu avait donné la meilleure performance dans son rôle de Automatic Auntie parmi les nombreux membres de la distribution.
- Il s'agit de la dernière série dramatique chinoise que Fiona Xie a filmée avant qu'elle ne quitte la chaîne de télévision locale MediaCorp en décembre 2009.

## Prix et nominations
Les autres drames et meilleures chansons à thème nommés sont Yi Xun 亦迅 — Just in Singapore, 一房半厅一水缸 (《屋檐》), Daren Tan 陈轩昱 — Crime Busters x 2 叮当神探 (《幻听》), Chew Sin Huey 石欣卉 — Perfect Cut 一切完美 (《我知道我变漂亮了》), Mi Lu Bing 迷路兵 — The Golden Path 黄金路 (《路》) & Cavin Soh 苏智诚 — Love Blossoms 心花朵朵开 (《心花朵朵)

### Star Awards 2009
| Nomination                   | Résultat                       | Récompense                                                                               | Référence         |
| ---------------------------- | ------------------------------ | ---------------------------------------------------------------------------------------- | ----------------- |
| Huang Wenyong 黃文永         | Nommé                          | Meilleur acteur最佳男主角                                                                | [réf. nécessaire] |
| Chen Liping 陈莉萍           | Nommée                         | Meilleure actrice 最佳女主角                                                             |                   |
| Justin Peng 彭修轩           | Nommé                          | Récompense du jeune talent 青平果奖                                                      |                   |
| N/A                          | Nommée                         | Meilleure série dramatique 最佳电视剧                                                    |                   |
| 《屋檐》 by Yi Xun           | Nommé                          | Meilleur thème musical 最佳主题曲                                                        |                   |
| N/A                          | A gagné, hautement recommandée | Récompense du top 10 de la plus grande audience des drames locaux en 2008 十大最高收视率 |                   |
| 2008 Asian Television Awards |                                |                                                                                          |                   |
| Meilleur acteur              | Huang Wenyong                  | Nommé                                                                                    |                   |
| Meilleure actrice            | Patricia Mok                   | Nommée                                                                                   |                   |

## Taux d'audience et réception
Depuis le début de cette série, elle a généré des retours largement positifs de la part des critiques. Cette série dramatique est classée troisième drame ayant généré le plus d'audience pour l'année 2008, derrière The Little Nyonya et Nanny Daddy.
| Semaine   | Épisode       | Date                               | Pourcentage de la population (%) |
| --------- | ------------- | ---------------------------------- | -------------------------------- |
| Semaine 1 | Ép 1 à Ép 5   | 25 février 2008 au 29 février 2008 | 18,7%                            |
| Semaine 2 | Ép 6 à Ép 10  | 3 mars 2008 au 7 mars 2008         | 18,1%                            |
| Semaine 3 | Ep 11 à Ep 15 | 10 mars 2008 au 14 mars 2008       | 18,7%                            |
| Semaine 4 | Ep 16 à Ep 20 | 17 mars 2008 au 21 mars 2008       | 19,4%                            |
| Semaine 5 | Ep 21 à Ep 25 | 24 mars 2008 au 28 mars 2008       | 20,4%                            |
| Semaine 6 | Ep 26 à Ep 30 | 31 mars 2008 au 4 avril 2008       | 21,5%                            |